# Panfilo Sasso
Panfilo Sasso, nato Sasso de' Sassi, (Modena, 1455 circa – Longiano, 1527) è stato un poeta, filosofo e teologo italiano.

## Biografia
Avendo perso le sue proprietà, si ritirò a vivere in terra veronese, dove era nato il suo amico Matteo Bosso. Dopo un soggiorno a Brescia, tornò a Modena (1504), dove aveva una scuola privata di letteratura e poesia.
Essendosi interessato in questioni filosofiche e teologiche, fu processato per eresia nel 1523 dall'inquisitore Tommaso da Vicenza; assolto, pensò meglio di trasferirsi da Modena e accettare la carica di governatore di Longiano, nell'attuale provincia di Forlì-Cesena, dove morì nel 1527.
Ha lasciato importanti lavori poetici in latino e in italiano; in latino scrisse un libro di elegie e quattro di epigrammi (Epigrammata, 1499); le poesie in italiano furono riunite in un'edizione più volte ristampata (Brescia: Bernardino Misinta, 1500); la quinta edizione, Opera del poeta Prelarissimo Miser Pamphilo Sasso Modenese, Venezia: Guglielmo da Fontaneto, 1519, aggiunge 143 pezzi inediti, sonetti e strambotti, ed è dedicata a Elisabetta Gonzaga, duchessa di Urbino; contiene 406 sonetti che imitano Petrarca, Matteo Boiardo e altri autori minori, ma che non costituiscono un libro di canzoni strutturato e omogeneo.
Il tema principale è l'amore disperato. Contiene anche cinque egloghe e 39 capitoli.
Ai suoi tempi era un poeta stimato, anche se Vincenzo Calmeta ne denunciò il carattere dilettante, la sua disinvoltura e il tema circostanziato di molte delle sue opere, in modo che poche si liberano dall'imperfezione e dalla superficialità. Ai suoi tempi fu tra i poeti di corte che seguirono il modello di Tebaldeo e fu, con Serafino Aquilano, uno dei più noti esponenti del petrarchismo del XV secolo.
Fu celebrato il suo sonetto "Quando nascesti amor? Quando la terra / si riveste di verde e bel colore..."

## Opere
- Epigrammata, 1499.
- Opera, Brescia: Bernardino Misinta, 1500
- Opera del preclarissimo poeta messer Panfilo Sasso, 1501.
- Strambotti del clarissimo [...] Misser Sasso, 1506.
- Opera del preclarissimo poeta messer Panfilo Sasso, 1511.
- Opera del preclarissimo poeta Miser Pamphilo Sasso Modenese, Venecia: Guglielmo da Fontaneto, 1519.